# Luiz Gushiken
Luiz Gushiken GOMM (Osvaldo Cruz, 8 de maio de 1950 — São Paulo, 13 de setembro de 2013) foi um administrador, sindicalista e político brasileiro, filiado ao Partido dos Trabalhadores (PT), do qual foi presidente nacional entre 1988 e 1990. Foi deputado federal por São Paulo, de 1987 a 1999.

## Biografia
Nascido na pequena cidade de Osvaldo Cruz (mesorregião de Presidente Prudente), era o primogênito dos sete  filhos do fotógrafo e violinista Shoei e Setsu Gushiken, imigrantes japoneses de Okinawa, Luiz Gushiken, ainda jovem, mudou-se para a capital paulista. Morava no Brás e, em 1970, começou a trabalhar como escriturário, no Banco do Estado de São Paulo (Banespa), onde permaneceu até 1999.
Formado em administração de empresas pela Fundação Getúlio Vargas (FGV), Luiz Gushiken foi militante da tendência Liberdade e Luta (conhecida como "Libelu"), braço estudantil da trotskista Organização Socialista Internacionalista (OSI).
Começou sua vida política como sindicalista e durante a ditadura militar brasileira teve intensa participação nas greves dos anos 1980. presidiu o Sindicato dos Bancários de São Paulo, de 1984 a 1986. Por quatro vezes esteve preso no DOPS. Foi também  um dos fundadores e dirigentes do PT (presidente nacional do partido, de 1988 a 1990) e da Central Única dos Trabalhadores (CUT).
Foi deputado federal por três legislaturas (inclusive na Assembleia Constituinte de 1987) de 1987 a 1999, e coordenador das campanhas presidenciais de Lula em 1989 e 1998.

### Secretaria de Comunicação da Presidência da República SECOM
Em janeiro de 2003 foi nomeado chefe da Secretaria de Comunicação da presidência da República. Em março do mesmo ano, Gushiken foi admitido pelo presidente Lula à Ordem do Mérito Militar no grau de Grande-Oficial especial.
Em 2005 Gushiken foi acusado - e defendeu-se - em processos em curso no Tribunal de Contas da União e no Supremo Tribunal Federal. Deixou a Secretaria de Comunicação e perdeu o status de ministro, assumindo a função de Chefe do Núcleo de Assuntos Estratégicos, NAE. Deixou o governo definitivamente em 2006, pouco tempo após a reeleição de Lula.
Como dirigente sindical, defendeu os fundos de pensão contra os acordos com o Banco Opportunity, de Daniel Dantas. Gushiken notabilizou-se pela defesa da Previ, o fundo de previdência dos funcionários do Banco do Brasil, que durante as privatizações promovidas pelo governo de Fernando Henrique Cardoso, foi acusado de ter sido usado para encorpar consórcios de corporações estrangeiras em leilões do setor siderúrgico, elétrico e de telefonia.
Nos últimos anos esteve envolvidos em denúncias frequentes sobre o uso das verbas da Secom. Fora do poder, sua casa sofreu ataques suspeitos e chegou a ser incluído na AP 470 pelo procurador geral Antonio Fernando de Souza - que, posteriormente, já aposentado, venceria um contrato da Brasil Telecom, controlada por Daniel Dantas e que entrou na criação da Telemar.
Em 2012 foi absolvido do crime de peculato na AP 470 (o processo do "Mensalão"), em julgamento pelo Supremo Tribunal Federal (STF). A absolvição de Gushiken foi pedida aos ministros do STF pelo então procurador-geral da República, Roberto Gurgel, nas alegações finais apresentadas no início do julgamento, já que não havia provas contra ele.

## Morte
Luiz Gushiken morreu em 13 de setembro de 2013, aos 63 anos, no Hospital Sírio-Libanês, em São Paulo, onde estava internado, em estado grave, em consequência de um câncer no aparelho digestivo, contra o qual lutava desde 2002. Durante o tratamento da doença, Gushiken passou a maior parte do tempo em sua chácara, em Indaiatuba, no interior de São Paulo. De lá, saía apenas para a quimioterapia, realizada quinzenalmente.
Ex-budista, ex rosa-cruz e ex-umbandista, também transitou pela cabala e pelo zen-budismo, até aderir à fé baha'i. Era casado com Elisabeth e pai de três filhos (Guilherme, Arthur e Helena).
O corpo de Gushiken foi enterrado no cemitério do Redentor, na zona oeste da capital paulista.